# Henri Albert de La Grange d'Arquien
Henri Albert de La Grange d’Arquien fue un noble francés del siglo XVII, más conocido por ser el padre de María Casimira Luisa de La Grange d’Arquien, quien llegó a ser reina consorte de Polonia.

## Biografía
Henri Albert de La Grange d’Arquien fue un noble francés del siglo XVII, nacido probablemente a finales del siglo XVI o principios del XVII en la región de Nevers, Francia. Perteneció a la noblesse d’épée, es decir, la nobleza de espada, una clase aristocrática tradicional dedicada al servicio militar y al linaje. Aunque no se conocen con precisión su fecha ni lugar exactos de nacimiento, se sabe que fue elevado al título de marqués de La Grange d’Arquien por la monarquía francesa, consolidando así el prestigio de su familia.
Henri Albert contrajo matrimonio con Françoise de La Châtre, dama también de noble cuna. De esta unión nació María Casimira Luisa de La Grange d’Arquien, quien años más tarde se convertiría en reina consorte de Polonia y gran duquesa de Lituania, al casarse con el rey Juan III Sobieski. Gracias a este enlace real, Henri Albert fue recibido con honores en la corte polaca y vivió sus últimos años en la ciudad de Varsovia, donde falleció el 24 de mayo de 1707.